# Minionii
Minionii (titlu original: Minions) este un film american 3D de animație din anul 2015 regizat de Pierre Coffin, Kyle Balda și Eric Guillon.